# Liste der Kulturdenkmale in Rüdigsdorf (Frohburg)
In der Liste der Kulturdenkmale in Rüdigsdorf sind die Kulturdenkmale des Frohburger Ortsteils Rüdigsdorf verzeichnet, die bis Juni 2024 vom Landesamt für Denkmalpflege Sachsen erfasst wurden (ohne archäologische Kulturdenkmale). Die Anmerkungen sind zu beachten.
Diese Aufzählung ist eine Teilmenge der Liste der Kulturdenkmale in Frohburg.

## Rüdigsdorf
| Bild                                    | Bezeichnung | Lage                                    | Datierung                                                                                       | Beschreibung | ID       |
| --------------------------------------- | --- | --------------------------------------- | ----------------------------------------------------------------------------------------------- | --- | -------- |
|                                         | Christuskirche mit Ausstattung, Kirchhof mit Einfriedungs- und Stützmauern, ein Grabmal und Grabplatten der Familie Crusius | Rüdigsdorf (Karte)                      | 1849, unter Verwendung älterer Reste (Kirche); 1848/1949 (Kirchenausstattung); 1849 (Orgel)     | Neogotische Saalkirche mit Westturm und bemerkenswerter Ausstattung, Architekt: Oskar Mothes, Leipzig, baugeschichtlich, ortsgeschichtlich und ortsbildprägend von Bedeutung. Ausstattung von Ernst Rietschel (Altarkruzifix, Büste W. L. Crusius), Eduard Bendemann, Julius Schnorr von Carolsfeld und Gustav Jäger (Glasfenster). | 08971419 |
|                                         | Rittergut Rüdigsdorf (Sachgesamtheit) | Rüdigsdorf 1, 2, 3, 4, 5, 6, 35 (Karte) | Um 1785, später überformt (Herrenhaus); 1823 (Voigtshaus); 19. Jahrhundert (Wirtschaftsgebäude) | Sachgesamtheit Rittergut Rüdigsdorf, mit folgenden Einzeldenkmalen: Herrenhaus (Nr. 1), sowie Toranlage zum Gutshof, Baumpaar im Wirtschaftshof, Gutspark mit Einfriedung, Wasserbecken und Treppenübergang (Brücke), 08971415, ehemaliges Voigtshaus (Nr. 2, 08971416), Scheune und Seitengebäude eines Mühlenanwesens (Nr. 6, 08971428), ehemalige Orangerie (Nr. 35) mit Toranlage an der Straße (08971418), weiterhin mit folgenden Sachgesamtheitsteilen: Gutshof mit Hofpflasterung, zwei Wirtschaftsgebäuden (Nr. 3 und Nr. 4) und zwei Scheunen (neben Nr. 4 und Nr. 5), sowie Mühle (Nr. 6, später Gasthaus Waldschänke); dreigeschossiges Herrenhaus mit zum Park gewandter Säulenvorhalle mit klassizistischem Balkongitter, hofseitig Türportal mit gerader Verdachung und originaler klassizistischer Tür, Voigtshaus Fachwerkbau, Gutshof mit großen massiven Wirtschaftsgebäuden, englische Parkanlage im Tal der Maus (Mausbach), vor dem Südgiebel des Herrenhauses 1858 angelegter Gartenbereich mit Wasserbecken, Würfelpodest aus Porphyrtuff, Terrassen und Treppenübergang (Brücke) über die Zufahrt zur Waldschänke, baugeschichtlich, ortsgeschichtlich, ortsbildprägend, künstlerisch und kunstgeschichtlich von Bedeutung. Mit Küchenteich, Küchenwiese, Sitzplatz unterhalb des Herrenhauses mit Porphyrtuff-Podest (darauf ursprünglich Sandsteinvase). Wegeführung entlang der Maus. Schießhaus oberhalb des Steinbruchs nicht mehr vorhanden? | 08971417 |
|                                         | Herrenhaus (Nr. 1), sowie Toranlage zum Gutshof, Baumpaar im Wirtschaftshof, Gutspark mit Einfriedung, Wasserbecken und Treppenübergang (Brücke) über den Zufahrtsweg zur Waldschänke (Einzeldenkmale der Sachgesamtheit 08971417) | Rüdigsdorf 1 (Karte)                    | Um 1785, später überformt (Herrenhaus); 1823–1829 (Gutspark)                                    | Einzeldenkmale der Sachgesamtheit Rittergut Rüdigsdorf; dreigeschossiges Herrenhaus mit zum Park gewandter Säulenvorhalle mit klassizistischem Balkongitter, hofseitig Türportal mit gerader Verdachung und originaler klassizistischer Tür, baugeschichtlich, ortsgeschichtlich, künstlerisch und kunstgeschichtlich von Bedeutung. Ausstattung: französische Bildtapete um 1820, originale Türfüllungen und Treppengeländer aus dem Umbau von 1858. | 08971415 |
| Direkt Bild zu diesem Denkmal hochladen | Ehemaliges Voigtshaus eines Rittergutes (Einzeldenkmal der Sachgesamtheit 08971417) | Rüdigsdorf 2 (Karte)                    | 1823                                                                                            | Einzeldenkmal der Sachgesamtheit Rittergut Rüdigsdorf; Fachwerkbau neben dem Herrenhaus, bau- und ortsgeschichtlich von Bedeutung | 08971416 |
| Direkt Bild zu diesem Denkmal hochladen | Scheune und Seitengebäude eines Mühlenanwesens (Einzeldenkmale der Sachgesamtheit 08971417) | Rüdigsdorf 6 (Karte)                    | Um 1800 (Mühle); 19. Jahrhundert (Scheune)                                                      | Einzeldenkmale der Sachgesamtheit Rittergut Rüdigsdorf; Seitengebäude mit Fachwerk-Obergeschoss, ursprünglich zur Wassermühle des Rittergutes gehörend, später Ausflugsgaststätte, bau- und ortsgeschichtlich von Bedeutung. Bis 1918 als Mühle betrieben, nachfolgend Gaststätte „Waldschänke“, 1934 von Gottfried Junghans gepachtet, Hauptgebäude verändert. | 08971428 |
| Direkt Bild zu diesem Denkmal hochladen | Häuslerhaus, mit Anbau | Rüdigsdorf 15 (Karte)                   | Um 1820                                                                                         | Kleines ländliches Wohnhaus mit Fachwerk-Obergeschoss und jüngerem Fachwerkanbau, baugeschichtlich von Bedeutung. Giebelständig, Satteldach, Fenstergliederung erhalten. | 08971426 |
| Direkt Bild zu diesem Denkmal hochladen | Seitengebäude und Scheune eines Vierseithofes | Rüdigsdorf 21 (Karte)                   | Um 1820                                                                                         | Altes Stallgebäude mit Fachwerk-Obergeschoss, Fachwerkscheune, baugeschichtlich von Bedeutung, Wohnhaus verändert | 08971427 |
| Direkt Bild zu diesem Denkmal hochladen | Wohnhaus | Rüdigsdorf 24 (Karte)                   | Um 1850                                                                                         | Holzblockhaus mit spätklassizistischen Dekorationen, singulär in sächsischer Kulturlandschaft, errichtet als Erntekindergarten, heute Wohnhaus, bau- und ortsgeschichtlich von Bedeutung. Eineinhalbgeschossig, Obergeschoss mit Rundfenster, Tür und Fensterverdachungen mit Zahnschnittfries, Klappläden. Guter Erhaltungszustand. | 08971422 |
| Direkt Bild zu diesem Denkmal hochladen | Häuslerhaus | Rüdigsdorf 28 (Karte)                   | Um 1800                                                                                         | Mit strebenreichem Fachwerk-Obergeschoss, straßenbildprägend, baugeschichtlich von Bedeutung. Schmaler Baukörper, Satteldach, giebelständig. | 08971425 |
| Direkt Bild zu diesem Denkmal hochladen | Pfarrhaus mit Stallanbau und Einfriedungsmauer des Grundstücks | Rüdigsdorf 29 (Karte)                   | 1833                                                                                            | In authentischen Formen erhaltener ländlicher Pfarrhausbau, einfach gegliederte Putzfassade, prägend im Ensemble um die Kirche, bau- und ortsgeschichtlich von Bedeutung. Zweigeschossiger Putzbau über Bruchstein, mit Porphyrtuffgewänden, aufgesetztem Gurtgesims, Klappläden im Erdgeschoss. Stallanbau mit Korbbogengewände. Nach Brand des alten Pfarrhauses 1933 durch Crusius neu erbaut. | 08971420 |
| Direkt Bild zu diesem Denkmal hochladen | Ehemalige Schule | Rüdigsdorf 30 (Karte)                   | 1848                                                                                            | Neogotisches Gebäude an der Kirchhofsmauer, mit originaler neogotischer Tür und Messingdrückern in Handform, eingeschossiger Putzbau mit Spitzbogenfenster im Giebel, bau- und ortsgeschichtlich von Bedeutung. Vorhangbogenfenster mit Porphyrtuffgewänden. Offensichtlich in Zusammenhang mit Kirche erbaut, ebenfalls von Mothes entworfen? | 08971421 |
| Weitere Bilder                          | Ehemalige Orangerie mit Gärtnerhaus im Westteil und Musiksalon (sogenannter Schwindpavillon) im Ostteil sowie Toranlage an der Straße (Einzeldenkmale der Sachgesamtheit 08971417)                                                 | Rüdigsdorf 35 (Karte)                   | 1829 (Orangerie); 1838–1839 (Ausmalung)                                                         | Einzeldenkmale der Sachgesamtheit Rittergut Rüdigsdorf; Musiksalon mit bemerkenswerter malerischer Ausstattung von 1838 durch Moritz von Schwind (1804–1871), ortsgeschichtlich und künstlerisch von Bedeutung. Stuckdekoration des Innenraums vermutlich Gottfried Semper. | 08971418 |

## Tabellenlegende
- Bild: Bild des Kulturdenkmals, ggf. zusätzlich mit einem Link zu weiteren Fotos des Kulturdenkmals im Medienarchiv Wikimedia Commons. Wenn man auf das Kamerasymbol klickt, können Fotos zu Kulturdenkmalen aus dieser Liste hochgeladen werden:
- Bezeichnung: Denkmalgeschützte Objekte und ggf. Bauwerksname des Kulturdenkmals
- Lage: Straßenname und Hausnummer oder Flurstücknummer des Kulturdenkmals. Die Grundsortierung der Liste erfolgt nach dieser Adresse. Der Link (Karte) führt zu verschiedenen Kartendiensten mit der Position des Kulturdenkmals. Fehlt dieser Link, wurden die Koordinaten noch nicht eingetragen. Sind diese bekannt, können sie über ein Tool mit einer Kartenansicht einfach nachgetragen werden. In dieser Kartenansicht sind Kulturdenkmale ohne Koordinaten mit einem roten bzw. orangen Marker dargestellt und können durch Verschieben auf die richtige Position in der Karte mit Koordinaten versehen werden. Kulturdenkmale ohne Bild sind an einem blauen bzw. roten Marker erkennbar.
- Datierung: Baubeginn, Fertigstellung, Datum der Erstnennung oder grobe zeitliche Einordnung entsprechend des Eintrags in der sächsischen Denkmaldatenbank
- Beschreibung: Kurzcharakteristik des Kulturdenkmals entsprechend des Eintrags in der sächsischen Denkmaldatenbank, ggf. ergänzt durch die dort nur selten veröffentlichten Erfassungstexte oder zusätzliche Informationen
- ID: Vom Landesamt für Denkmalpflege Sachsen vergebene, das Kulturdenkmal eindeutig identifizierende Objekt-Nummer. Der Link führt zum PDF-Denkmaldokument des Landesamtes für Denkmalpflege Sachsen. Bei ehemaligen Kulturdenkmalen können die Objektnummern unbekannt sein und deshalb fehlen bzw. die Links von aus der Datenbank entfernten Objektnummern ins Leere führen. Ein ggf. vorhandenes Icon  führt zu den Angaben des Kulturdenkmals bei Wikidata.